# Zonnebeke
Zonnebeke (franceză FR) este o comună neerlandofonă situată în provincia Flandra de Vest, regiunea Flandra din Belgia. La 1 ianuarie 2008 avea o populație totală de 12.092 locuitori. 

## Geografie
Comuna actuală Zonnebeke a fost formată în urma unei reorganizări teritoriale în anul 1977, prin înglobarea într-o singură entitate a 5 comune învecinate. Suprafața totală a comunei este de 67,57 km². Comuna este subdivizată în secțiuni, ce corespund aproximativ cu fostele comune de dinainte de 1977. Acestea sunt:
| - I. Zonnebeke - II. Beselare - III. Geluveld - IV. Passendale - V. Zandvoorde |

Localitățile limitrofe sunt:
| - Comuna Moorslede: - a. Moorslede - b. Dadizele - Comuna Wervik: - c. Geluwe - d. Wervik - Comuna Comines-Warneton: - e. Comines - f. Houthem - Comuna Ypres: - g. Hollebeke | - Comuna Ypres: - h. Zillebeke - i. Ypres - Comuna Langemark-Poelkapelle: - j. Langemark - k. Poelkapelle - Comuna Staden: - l. Westrozebeke - m. Oostnieuwkerke - Comuna Roeselare: - n. Roeselare |

## Personalități
- Jan Theuninck, pictor și poet.

## Localități înfrățite
- Germania: Landau an der Isar.

1. ↑  Crossroad Bank of Enterprises, accesat în 26 iulie 2023